# Миливој Прајзовић
Миливој Прајзовић (Београд, 1833) био је српски библиотекар и музејски стручњак, познат по краткотрајном мандату на челу Народног музеја и Народне библиотеке у Београду.

## Образовање и рана каријера
Прајзовић је похађао правне науке на Универзитету у Бечу, где је 1855. године уписао студије природног права (Naturrecht) на Правном факултету. Након школовања вратио се у Србију где је запослен у државној администрацији.

## Музејска и библиотечка делатност
Прајзовић је именован за библиотекара и чувара Народног музеја 26. новембра 1859. године, наследивши Ђуру Даничића. Његов мандат је трајао свега два и по месеца – већ 3. фебруара 1860. напустио је дужност због преласка у Министарство правосуђа. Овај период је обележило нестабилно стање у институцијама културе, са честим променама на челу.
Током његовог кратког мандата, Народни музеј и Библиотека су се суочавали са недостатком финансијских средстава и организационим изазовима. Прајзовић је наследио институције које су биле погођене прекидом плаћања федератима, што је довело до немира међу запосленима.

## Научни и административни допринос
Иако краткотрајан, Прајзовићев рад је оставио траг у систематизацији музејских фондова. У сарадњи са колегама попут Јанка Шафарика, радио је на попису и каталогизацији археолошких налаза из збирке музеја. Његов рад у Библиотеци је допринео очувању ретких издања током турбулентног периода.